# Ugāles pagasts
Ugāles pagasts er en territorial enhed i Ventspils novads i Letland. Pagasten havde 2.476 indbyggere i 2010 og 2.238 indbyggere i 2016 og omfatter et areal på 292,20 kvadratkilometer. Hovedbyen i pagasten er Ugāle.